# گیلیوو
گیلیوو (به لاتین: Gilyovo) یک منطقهٔ مسکونی در روسیه است که در سرزمین آلتای واقع شده‌است.